# Dolichoderus inpai
Dolichoderus inpai är en myrart som först beskrevs av Hiroshi Harada 1987.  Dolichoderus inpai ingår i släktet Dolichoderus och familjen myror. Inga underarter finns listade i Catalogue of Life.